# SS Akragas
Die Società Sportiva Akragas Città dei Templi ist ein italienischer Fußballverein aus Agrigent. Der Verein wurde 1939 gegründet und trägt seine Heimspiele im Stadio Esseneto aus, das Platz bietet für 12.000 Zuschauer. Die SS Akragas spielte bisher noch nie erst- oder zweitklassig und ist derzeit in der Serie D, der vierthöchsten Spielklasse in Italien, zu finden.

## Geschichte
Die heutige Società Sportiva Akragas Città dei Templi wurde im Jahre 1939 gegründet. Beheimatet ist der Verein in Agrigent, mit heutzutage etwa 60.000 Einwohnern an der Südküste Siziliens gelegen. Dabei spielte der Verein in den ersten elf Jahren seines Bestehens nicht im Ligabetrieb, sondern stieg erst 1950 in diesen ein. Ab diesem Jahr spielte der damals als Segretariato Nazionale Gioventù Akragas laufende Verein in regionalen Spielklassen der italienischen Insel. 1952 vereinigte sich der Verein mit dem AC Agrigent zur Unione Sportiva Akragas. Unter diesem Namen agierte der Verein in der Folgezeit und gewann langsam an Bedeutung. Bis 1959 gelang ein Aufschwung, der den Klub bis in die drittklassige Serie C beförderte. Dort hielt man sich im ersten drittklassigen Jahr der Vereinsgeschichte überhaupt mit dem achten Rang der Girone C souverän. Auch in den folgenden Jahren behauptete sich die US Akragas sicher in der Drittklassigkeit, in der Saison 1962/63 verpasste man den erstmaligen Sprung in die zweitklassige Serie B als Dritter der Serie C/C nur um sieben Punkte gegenüber dem SC Potenza. Danach wurden die Ergebnisse aber sukzessive schlechter und Akragas fand sich Jahr für Jahr im Abstiegskampf der Serie C wieder. Nach Saisonende 1967/68 musste die US Akragas schließlich als Drittletzter der Serie C/C und mit zwei Zählern Rückstand auf den ersten Nichtabsteiger SS Barletta nach neun Jahren Drittklassigkeit den Gang zurück in die Serie D antreten.
Auch dort spielte Akragas nun lange Jahre, ehe 1977 der Abstieg in die fünftklassige Promozione Sizilien erfolgte, worauf allerdings der sofortige Wiederaufstieg in die Serie D gelang. Dort etablierte sich die US Akragas im oberen Tabellendrittel und schaffte nach Ende der Saison 1980/81 als Erster der Girone F der Serie D den Aufstieg in die Serie C2, die seit ihrer Gründung 1978 vierthöchste italienische Liga war. Nach Platz elf in der Premierensaison beendete die US Akragas die Saison 1982/83 auf dem zweiten Platz in der Girone D der Serie C2, einzig hinter dem FC Messina. Dies berechtigte zum Aufstieg in die Serie C1 und damit zur Rückkehr in die Drittklassigkeit. In dieser Liga konnte sich der Verein allerdings nicht lange behaupten und stieg nach nur zwei Spielzeiten wieder ab. Dieser Wiederabstieg war der Beginn eines schleichenden Niedergangs der US Akragas, der schließlich in der Auflösung und anschließender Neugründung des Klubs im Jahre 1988 endete. Nachdem man sich langsam wieder hochgearbeitet hatte, erfolgte 1993 eine weitere Neugründung, nach der der Verein als Akragas Calcio auflief und immerhin noch ein Jahr in der Serie C2 spielte, 1994 aber vom italienischen Fußballverband in die Eccellenza Sizilien strafversetzt wurde und in der Folge als Associazione Sportiva Akragas weiterspielte.
Bis 2013 spielte der Verein viele Jahre in der Eccellenza der Insel, die nur die sechsthöchste Stufe des italienischen Fußballsystems darstellt. Im Jahre 2013 gelang dem mittlerweile in Unione Sportiva Dilettantistica Akragas - Città dei Templi umbenannten Verein die Rückkehr in die Serie D, wo man sofort auf dem zweiten Tabellenrang landete und den direkten Durchmarsch in die Lega Pro nur um zehn Punkte gegenüber dem AC Savoia 1908 verpasste. Im Jahr darauf gelang dieses Unterfangen dann und die USD Akragas beendete die Girone I der Serie D auf dem ersten Tabellenplatz mit einem Vorsprung von neun Punkten auf ASD SS Rende. Nach genau dreißig Jahren stand damit die Rückkehr des Vereins in die Drittklassigkeit fest. Im Jahr des Aufstiegs benannte sich der Verein erneut um und läuft seitdem unter dem Namen Società Sportiva Akragas Città dei Templi.

## Erfolge
- Serie D: 2× (1980/81, 1991/92, 2014/15)

- Eccellenza Sizilien: 1× (2012/13)

- Promozione Sizilien: 2× (1956/57, 1977/78)

## Spieler
- Carmelo Di Bella (1952–1954)
- Ciro Capuano (2015–2016)
- Sergio Bernardo Almirón (2015–)

## Trainer
- Carmelo Di Bella (1952–1954)
- Franco Scoglio (1983–1984)
- Roberto Boscaglia (2004–2006)
- Nicola Legrottaglie (2015–2016)